# Thibaudia lugoi
Thibaudia lugoi är en ljungväxtart som beskrevs av J.L. Luteyn. Thibaudia lugoi ingår i släktet Thibaudia och familjen ljungväxter. Inga underarter finns listade i Catalogue of Life.